# Hofanlage Georgstraße 4
Die Hofanlage Georgstraße 4 in Elsfleth-Eckfleth (Bauerschaft Moorriem) stammt aus dem 19. und 20. Jahrhundert.

Aktuell (2023) wird sie als Wohnhaus und wohl gewerblich genutzt.
Die Gebäude stehen unter Denkmalschutz (siehe auch Liste der Baudenkmale in Elsfleth).

## Geschichte
Die Hofanlage auf einer Wurt und großem Grundstück mit markantem alten Baumbestand besteht aus
- dem eingeschossigen giebelständigen Wohn- und Wirtschaftsgebäude von 1912 als Zweiständer-Hallenhaus, mit Giebeln in Fachwerk mit Steinausfachungen und erneuerten Seitenwänden in Backstein, mit Krüppelwalmdach und Niedersachsengiebeln sowie Grooter Door mit Korbbogen mit erneuerter, teils verglaster Türanlage,[2]
- der eingeschossigen giebelständigen Scheune aus dem 19. Jahrhundert in Fachwerk mit Querdurchfahrt,[3]
- dem eingeschossigen südlichen traufständigen Stall aus der Mitte des 19. Jahrhunderts in Fachwerk mit Steinausfachungen und Satteldach,[4]
- dem eingeschossigen Backhaus hinter dem Stall vom Ende des 19. Jahrhunderts in Backstein mit Satteldach[5]
- sowie weiteren nicht denkmalgeschützten Nebenanlagen.

Das Hauptgebäude dürfte in der Region eines der letzten Bauernhäuser sein, das in Fachwerk gebaut wurde.
Das Landesdenkmalamt befand: „… geschichtliche Bedeutung … als beispielhafte Hofanlage des frühen 20. Jhs.“